# Elecciones del Consejo de Seguridad de las Naciones Unidas de 2010
Las elecciones del Consejo de Seguridad de Naciones Unidas de 2010 se realizaron en octubre de dicho año, durante la 65º sesión de la Asamblea General de Naciones Unidas, celebrada en la Sede de la Organización de las Naciones Unidas en Nueva York. Las elecciones tuvieron por objetivo designar cinco puestos de miembros no permanentes en el Consejo de Seguridad de la ONU para mandatos de dos años que comenzaron desde el 1 de enero de 2011.

## Procedimiento
De conformidad con las normas de rotación del Consejo de Seguridad, por las cuales los diez cupos para miembros no permanentes del CSNU rotan entre los distintos bloques regionales en los que los Estados miembros de las Naciones Unidas se dividen tradicionalmente para fines de votación y representación, los cinco asientos disponibles se asignan de la siguiente manera:
- Uno para África (ocupado por Uganda)
- Uno para Asia (ocupado por Japón)
- Uno para América Latina (ocupado por México)
- Dos para el Grupo de Europa Occidental (ocupados por Turquía y Austria)

## Candidaturas
Para los asientos de Europa occidental y otros grupos se presentaron como candidatos: Alemania, junto con Canadá, y Portugal, de los cuales solo dos lograrían los cupos. India se presentó como candidato sin oposición para el asiento asiático debido a que Kazajistán declinó de sus intenciones. Sudáfrica también se presentó sin oposición para el asiento de África después de haber sido aprobado por la Unión Africana. Por último, después de dejar la competencia ante Brasil en las elecciones de 2009, Colombia también se presentó sin oposición.

## Miembros elegidos
- África: Sudáfrica reemplaza a Uganda
- Asia: India reemplaza a Japón
- América Latina y Caribe: Colombia reemplaza a México
- Europa Occidental y otros grupos: Alemania y Portugal reemplazan a Austria y Turquía

## Resultados
Los resultados en los tres asientos no impugnados fueron los siguientes: India recibió 187 votos, Sudáfrica obtuvo 182 votos y otros 186 votos para Colombia.
Para los dos cupos de Europa occidental y otros grupos los resultados fueron los siguientes:
Primera vuelta
- Alemania 128
- Portugal 122
- Canadá 114

Alemania fue elegido debido a que alcanzó la mayoría cualificada (de dos tercios).
Segunda vuelta
- Portugal 113
- Canadá 78

Tras esta ronda de votación Canadá retiró oficialmente su candidatura.
Tercera vuelta
- Portugal 150
- Canadá 32

Algunos estados continuaron votando por Canadá, ya que la retirada de la candidatura no es vinculante y los Estados miembros pueden votar por cualquier Estado que les plazca. Sin embargo, la retirada fue suficiente para asegurar la elección de Portugal por una mayoría cualificada de dos tercios.

## Reacciones

### Canadá
El canciller canadiense Lawrence Cannon, reconoció que la política exterior bajo el gobierno conservador había desempeñado un papel en la pérdida - como él dice, la política se basa en sólidos principios democráticos y de derechos humanos. "No vamos a retroceder a partir de nuestros principios que constituyen la base de nuestro gran país, y vamos a seguir para su consecución en el escenario internacional ", dijo Cannon. "Algunos incluso dicen que, debido a nuestro apego a los valores, hemos perdido un puesto en el consejo. Si ese es el caso, entonces que así sea". La culpa se desplazó también hacia el líder del Partido Liberal de Canadá, Michael Ignatieff, por la derrota del Partido Conservador de Canadá, a pesar de que rechazó la culpa como "ridícula". "El juego de la culpa es un signo de un gobierno que no está dispuesto a absorber las lecciones de la derrota". Él, junto con su crítico de relaciones exteriores Bob Rae, también dijeron qel primer ministro, Stephen Harper, había "pagado el precio" de un cambio en las relaciones exteriores de Canadá, lejos de la ruta tradicional de los gobiernos conservadores, liberales y progresistas desde la segunda mitad de la del siglo XX. Citaron la tradición canadiense de las misiones de mantenimiento de la paz, un equilibrio en las políticas hacia Israel y Palestina, la ayuda y los vínculos económicos con África y el trabajo multilateral sobre el medio ambiente y otros temas globales. Un exdiplomático dijo: "Hemos sufrido una pérdida que no hemos sufrido anteriormente en nuestra política exterior. Es una derrota importante para la política canadiense. Nos presentamos (como candidatos) a un escaño y los demás miembros nos encuentran inadecuados".

### India
El enviado de la India ante las Naciones Unidas, Hardeep Singh Puri dijo: "Hemos trabajado muy duro... hemos presionado en cada voto".